# Gilbert Cugnasse
Gilbert Cugnasse est né à Mazamet le 19 juin 1913 et mort le 20 octobre 2010 à Aussillon. Il était l’ainé de 4 garçons dans une famille de cadres dans l’industrie locale, le délainage. De 1918 à 1924, il poursuit ses études primaires à l’école publique de Castaunouse. Avec sa famille il participait aux offices catholiques à l’église de Saint-Pierre des Plôts, une paroisse très fervente à l’époque. C’est sur la suggestion de son curé, l’abbé Houlès qu’il est inscrit, en 1924, pour les études secondaires au petit Séminaire Barral, à Castres. 

## Études et ordination presbytérale
Après le baccalauréat, il entre au Grand Séminaire d’Albi, des années interrompues par son service militaire à Castelnaudary. Brillant élève, il est envoyé au Séminaire français de Rome pour deux années assez pénibles dans le contexte du régime fasciste. A son retour dans le Tarn, il est ordonné prêtre à Albi le 11 octobre 1936. Les années suivantes il obtient une licence en Lettres classiques à l’Université de Toulouse. En 1938 il est nommé professeur au Petit Séminaire de Pratlong, situé dans les monts de Lacaune, à 10 km de Vabre (Tarn).

## Pendant la Seconde Guerre Mondiale
Professeur, puis directeur à partir de 1942 (ce qui lui vaut d’être nommé chanoine) du Petit Séminaire de Pratlong, il avait également la responsabilité du service des vocations où il s'est longuement investi. 
Sur place à Pratlong, il est rapidement sollicité pour accueillir des réfugiés dans ce site discret de la montagne. Y arrivent des résistants (en particulier une partie des animateurs du centre d’Uriage : Hubert Beuve-Méry, Emmanuel Mounier, Jean-Marie Domenach) et beaucoup de Juifs : 17 selon les experts de Yad Vashem qui lui ont fait attribuer la médaille des Justes le 3 mai 1999.
Pratlong se trouvait à 7 km du maquis de Laroque, un important centre de la résistance. L’école lui servait d’infirmerie. Or, le 8 août 1944, les Allemands attaquèrent le maquis sans s’intéresser à Pratlong tout proche. L’Abbé Cugnasse considérait  que Pratlong avait bénéficié d’une protection quasi miraculeuse. La chapelle Sainte-Thérèse rappelle ces évènements. Au titre de l’accueil des résistants et des Juifs, l’Abbé Cugnasse a reçu des mains de Mgr Carré la légion d’honneur le 20 mai 2007.
Nommé en 1985 curé de Anglès, une paroisse de campagne, il était proche de la nature, des oiseaux, des champignons qui ont toujours été l’un de ses centres d’intérêt. L’âge avançant, il est décédé à Mazamet le 20 octobre 2010 et inhumé au cimetière de Saint Pierre des Plôts.